# Kỷ Điệu công
Kỷ Điệu công (chữ Hán: 杞悼公; trị vì: 517 TCN-506 TCN), tên là Tự Thành, là vị vua thứ 15 của nước Kỷ - chư hầu nhà Chu trong lịch sử Trung Quốc.
Ông là con của Kỷ Bình công, vua thứ 14 nước Kỷ. Năm 518 TCN, Kỷ Bình công mất, ông lên nối ngôi vua.
Sử ký không nêu rõ các sự kiện lịch sử trong thời gian ông làm vua. Năm 506 TCN, ông mất, làm vua tất cả 12 năm. Con ông là Kỷ Ẩn công lên nối ngôi vua.